# Alessandro Rossi (imprenditore 1921)
(Alessandro Rossi)
Alessandro Rossi (Schio, 24 febbraio 1921 – Cortina d'Ampezzo, 16 ottobre 2010) è stato un ingegnere e imprenditore italiano. Fu il fondatore della Rivarossi, che fu la prima industria italiana produttrice di modelli ferroviari che riuscì a imporsi anche sul mercato internazionale.

## Biografia
Discendente dell'imprenditore ottocentesco Alessandro Rossi, dopo avere completati gli studi al Politecnico di Milano, nel 1945 rilevò una fabbrica di commutatori elettrici (ASA s.a.s.) di cui era già comproprietario il ragionier Antonio Riva (uscito dalla società nel 1946). L'ingegner Rossi e i suoi collaboratori specializzarono definitivamente l'azienda nella produzione di modelli ferroviari. La nuova ragione sociale "Rivarossi" subentrò alla precedente nel 1946..
Sebbene in Europa e negli Stati Uniti d'America esistessero già da molti anni ditte specializzate nello stesso settore, la Rivarossi contribuì decisamente alla separazione definitiva del treno giocattolo dal "modello". Quest'ultimo era, ed è, caratterizzato da una maggiore attenzione alla riproduzione fedele e in scala dei suoi prototipi.
Si distinse, inoltre, per originali innovazioni tecnologiche (molte delle quali brevettate) che le permisero, insieme a un'attenzione alla clientela inconsueta nel mondo della produzione di massa, di far nascere un mercato interno per i suoi prodotti e d'inserirsi rapidamente e stabilmente nei più importanti mercati mondiali.
Alessandro Rossi fu consulente tecnico e vicepresidente della Federazione italiana modellisti ferroviari e amici della ferrovia.
Diverse testimonianze di collaboratori ed esterni concordano sulla considerazione di cui godeva l'ingegner Rossi per le sue doti umane, manifestate specialmente nel rapporto coi suoi dipendenti e le loro famiglie.